# Indofevillea
Indofevillea là một chi thực vật có hoa trong họ Cucurbitaceae.

## Loài
Chi Indofevillea gồm các loài: